# Президентские выборы в Израиле (2021)
Президентские выборы в Израиле 2021 года прошли 2 июня, и в их ходе депутаты Кнессета избрали новым президентом Израиля Ицхака Герцога, сменившего на этом посту Реувена Ривлина, находившегося у власти с 2014 года и не имевшего права на переизбрание.
11-м президентом Израиля был избран Ицхак Герцог, за него проголосовали 87 депутатов Кнессета, что стало лучшим результатом, когда-либо полученным кандидатом. Предыдущий рекорд, 86 голосов, принадлежал Залману Шазару (1968), Ицхаку Навону (1978) и Шимону Пересу (2007, второй тур). Во всех трёх случаях кандидаты, получившие 86 голосов, не встречали сопротивления (в случае с Пересом его оппоненты выбыли уже в первом туре). Герцог вступил в должность президента 7 июля и на церемонии в Кнессете принёс присягу на той же Библии 107-летней давности, которую использовал его отец Хаим Герцог, избранный президентом в 1983 году.
Президент Израиля избирается Кнессетом, парламентом Израиля, на один семилетний срок. Пост президента — в основном церемониальная должность, не обладающая реальной властью. Основная роль президента состоит в том, чтобы встретиться с лидерами каждой партии после выборов в парламент, обсудить с ними кандидатуры на пост премьер-министра и дать мандат на попытку сформировать правительство кандидату, которого лидеры партий считают наиболее вероятным.
В-первые в истории Израиля ни один из кандидатов на пост президента не являлся действующим депутатом Кнессета, и оба баллотировались как независимые. В случае победы оппонента Герцога, Мирьям Перец стала бы первой женщиной-президентом Израиль, не считая исполняющих обязанности главы государства, а победа Герцога сделала его первым ребёнком бывшего президента, избранным главой государства.

## Предыстория
22 апреля 2020 года депутат Кнессета Мейрав Михаэли от партии «Авода» представила законопроект, согласно которому подозреваемые или обвиняемые в уголовном преступлении не могут баллотироваться на пост президента. Цель законопроекта состояла в том, чтобы гарантировать, что премьер-министр Израиля Биньямин Нетаньяху, обвиняемый в преступлениях, не сможет баллотироваться на пост президента. Однако закон не был принят.
24 мая 2021 года председатель оргкомитета выборов депутат Кнессета Карин Эльхарар от партии «Еш атид» пригрозила отказаться от назначения президентских выборов. Спор возник после того, как Председатель Кнессета заблокировал все законопроекты, направленные против Нетаньяху, такие как законопроект, запрещающий лицу, которому предъявлены уголовные обвинения, занимать пост премьер-министра. Ведущая парламентская партия «Ликуд» выступила против. В случае отмены выборов Председатель Кнессета Ярив Левин из «Ликуда» стал бы президентом на временной основе.

## Процедура
Президента Израиля выбирают тайным голосованием 120 членов израильского парламента, каждый депутат имеет один голос. Если ни один кандидат не набирает большинства, то проводится второй тур.
Любой гражданин Израиля имеет право баллотироваться на пост президента. В ноябре 2013 года генеральный прокурор Иехуда Вайнштейн постановил, что кандидатам будет запрещено собирать средства для финансирования своих кампаний.
Семилетний срок действующего президента Реувена Ривлина заканчивался 9 июля 2021 года, в соответствии со статьей 3 (b) Основного закона о президенте, глава государства исполняет свои обязанности только один срок. Дата выборов определяется председателем кнессета. Согласно закону, дата выборов должна быть установлена за 30—90 дней до окончания срока полномочий уходящего президента, но в связи с тем, что выборы в Кнессет 24-го созыва проводились в непосредственной близости от этой даты, а также в связи с обязательством закона объявить дату выборов на три недели раньше, самая ранняя возможная дата выборов — за 69 дней до истечения срока полномочий Ривлина, то есть 27 апреля.

## Кандидаты
Для участия в президентских выборах требуется одобрения 10 депутатов Кнессета. К крайнему сроку, 20 мая, только два человека получили поддержку 10 или более депутатов:
- Ицхак Герцог,[16] председатель Еврейского агентства для Израиля,[17] бывший лидер оппозиции,[18] собрал 27 подписей от депутатов всех партий в Кнессете, кроме арабских.[19]
- Мириам Перец, педагог и оратор, получила поддержку 11 депутатов.[16] Obtained the support of 11 MKs.[20]

Кандидаты, не допущенные к участию в выборах
- Йосеф Абрамовиц[англ.], израильско-американский предприниматель, «пионер солнечной энергии»[21]
- Михаэль Бар-Зохар[англ.], историк и писатель, бывший депутат Кнессета от «Маарах» и «Авода».[16] Выбыл из гонки 19 мая и поддержал Герцога.[22]
- Йорам Гаон, певец и актёр.[16] Выбыл из гонки 19 мая.[23]
- Иегуда Глик, бывший депутат Кнессета от Ликуда. Выбыл из гонки 19 мая.[24]
- Эльхам Хазен, фармацевт, бывший глава отдела женщин в арабском обществе «Кахоль-лаван» и бывший кандидат от «Авода».[25]
- Амир Перец, бывший лидер партии «Авода» и «Гистадрута», бывший министр обороны и бывший мэр Сдерота, действующий министр экономики.[26] Выбыл из гонки 5 мая.[27]
- Шимон Шитрит, первый кандидат, объявивший о своем желании баллотироваться, профессор права, бывший министр и член Кнессета от Лейбористской партии.[28]

## Опросы общественного мнения
Хотя выборы и не были прямыми и общественность не могла голосовать, были проведены опросы общественного мнения, чтобы определить поддержку кандидатов среди избирателей.
| Организация  | Дата        | Количество | Мирьям Перец | Ицхак Герцог | Против обоих | Не определились |
| ------------ | ----------- | ---------- | ------------ | ------------ | ------------ | --------------- |
| Direct Polls | 21 May 2021 | 684        | 49,05 %      | 38,36 %      | 6,88 %       | 5,71 %          |

1. ↑  Выборка включает только израильских евреев

| Организация             | Lfnf            | Мирьям Перец | Йорам Гаон | Ицхак Герцог | Амир Перец | Йоэль Эдельштейн | Шимон Шитрит | Иегуда Глик | Беньямин Нетаниягу |
| ----------------------- | --------------- | ------------ | ---------- | ------------ | ---------- | ---------------- | ------------ | ----------- | ------------------ |
| Kol Ha'ir               | 1 января 2021   | 27,7 %       | 16,4 %     | 11,6 %       | 8,4 %      | 8,4 %            | 4 %          | 3,1 %       | —                  |
| Channel 20/Magar Mohot  | 11 октября 2020 | 50 %         | —          | —            | 10 %       | 9 %              | 5 %          | 3 %         | 23 %               |
| Channel 12/Direct Polls | 3 августа 2020  | 44 %         | —          | 18 %         | 9 %        | 14 %             | —            | —           | —                  |

## Результаты
| Кандидат                      | Голоса | %      |
| ----------------------------- | ------ | ------ |
| Ицхак Герцог                  | 87     | 76,99  |
| Мирьям Перец                  | 26     | 23,01  |
| Проголосовало                 | 113    | 100,00 |
| Действительные голоса         | 113    | 94,96  |
| Недействительные голоса       | 6      | 5,04   |
| Всего голосов                 | 119    | 99,17  |
| Зарегистрировано              | 120    | 100,00 |
| Источник: The Times of Israel |        |        |

Мансур Аббас, лидер партии РААМ, оказался единственным депутатом Кнессета, который не проголосовал.